# Tabidia aculealis
Tabidia aculealis is een vlinder van de familie van de grasmotten (Crambidae). De wetenschappelijke naam van deze soort is voor het eerst voorgesteld als Botys aculealis door Francis Walker in een publicatie uit 1866.
De soort komt voor in Sri Lanka en Indonesië (Soela-archipel).